# Neoascia balearensis
Neoascia balearensis är en tvåvingeart som beskrevs av Kassebeer 2002. Neoascia balearensis ingår i släktet dvärgblomflugor, och familjen blomflugor. Inga underarter finns listade i Catalogue of Life.